# 永遠の木もれ陽
『永遠の木もれ陽』（えいえんのこもれび）は、岡村孝子の通算26枚目のシングル。2000年8月23日発売。発売元はeast west japan。

## 解説
出産を経て、前作のシングル『明日の幸せ』（1997年5月20日）から3年3ヶ月振りに発表されたシングル。12枚目のアルバム『Reborn』と同時発売。タイトル曲・カップリング曲とも、同アルバムに収録。カップリング曲は、4枚目のアルバム『SOLEIL』（1988年7月2日）に収録されたバラード「白い夏」の2000年バージョンを収録。

## 収録曲
1. 永遠の木もれ陽　（4:53）
  - 作詞・作曲: 岡村孝子、編曲: 海老原真二

フジテレビ系『ウチくる!?』エンディング・テーマ
2. 白い夏（Version 2000）　（4:31）
  - 作詞・作曲: 岡村孝子、編曲: 萩田光雄
3. 永遠の木もれ陽 〜Original Karaoke〜
4. 白い夏 （Version 2000） 〜Original Karaoke〜

## 楽曲の収録作品
- 永遠の木もれ陽
  - Reborn（12th アルバム）
  - DO MY BEST
  - T's BEST season 2
- 永遠の木もれ陽 （Remix）
  - After Tone IV
- 白い夏 （Version 2000）
  - Reborn
- 白い夏 （オリジナルバージョン）
  - SOLEIL（4th アルバム）
  - Ballade
  - 夢をあきらめないで